# منصة مراكش
"منصة مراكش" تأسست عام 2022، تهدف إلى تعزيز التعاون الإقليمي في مجال مكافحة الإرهاب من خلال تبادل المعلومات والخبرات وتنسيق الجهود بين الدول الإفريقية. 
تُعدّ منصة حوارية هامة لبحث التحديات المشتركة وتطوير استراتيجيات فعّالة لمكافحة الإرهاب والتطرف. وهي مبادرة تعاونية دولية تهدف إلى تعزيز الجهود الإقليمية لمكافحة الإرهاب في إفريقيا. تحت إشراف مشترك من المغرب ومكتب الأمم المتحدة لمكافحة الإرهاب، تسعى هذه المنصة إلى توفير استجابة شاملة ومنسقة للتهديدات الإرهابية المتزايدة والمعقدة في القارة الأفريقية.

## أهمية "منصة مراكش"
تعد إفريقيا أولوية لمكتب الأمم المتحدة لمكافحة الإرهاب، حيث أكد فورونكوف الأمين العام المساعد لمكتب الأمم المتحدة لمكافحة الإرهاب عن دور المملكة المغربية في دعمها الكبير لمكتب الأمم المتحدة لمكافحة الإرهاب، من خلال الاجتماع رفيع المستوى لرؤساء وكالات مكافحة الإرهاب والأمن في إفريقيا، كما أكد أن "منصة مراكش" تمثل مساهمة كبيرة في تعزيز التعاون الإقليمي لمكافحة الإرهاب. وشدد على أن الطبيعة المعقدة للتهديد الإرهابي تتطلب تعاونًا متعدد الأطراف ومقاربات متعددة الوكالات لتحقيق استجابة إقليمية أقوى وأكثر تماسكًا.

## الدورة الثانية ل"منصة مراكش"
عقدت بمدينة طنجة بالمغرب، للاجتماع رفيع المستوى لرؤساء وكالات مكافحة الإرهاب والأمن في إفريقيا، ابتداءا من 3 يونيو 2023 وشهدت مشاركة واسعة من رؤساء وكالات مكافحة الإرهاب والأمن من مختلف الدول الإفريقية، بالإضافة إلى ممثلين عن المنظمات الدولية والإقليمية المعنية بمكافحة الإرهاب. وركزت المناقشات على تعزيز قدرات الدول الإفريقية في مجال مكافحة الإرهاب، وتبادل أفضل الممارسات، وتطوير آليات جديدة للتعاون الإقليمي. كما تُجسد استضافة المغرب للاجتماع الثاني لمنصة مراكش التزام المملكة بمكافحة الإرهاب على الصعيدين الإقليمي والدولي.

## الدورة الثالثة ل"منصة مراكش"
شهدت الدورة الثالثة للاجتماع رفيع المستوى لرؤساء وكالات مكافحة الإرهاب والأمن في إفريقيا، التي عقدت بفاس، ابتداءا من 4 يونيو 2024 مشاركة واسعة من ممثلي الدول الإفريقية ومنظمات دولية وإقليمية، حيث تم التركيز على:
- تبادل المعلومات والخبرات في مجال مكافحة الإرهاب.
- تعزيز التعاون بين الدول الإفريقية في هذا المجال.
- تطوير استراتيجيات جديدة لمكافحة الإر والتطرف.
- الاستفادة من التكنولوجيات الحديثة لمكافحة الإرهاب.

في افتتاح الدورة الثالثة للاجتماع رفيع المستوى لرؤساء وكالات مكافحة الإرهاب والأمن في إفريقيا أبرز وزير الشؤون الخارجية والتعاون الإفريقي والمغاربة المقيمين بالخارج، السيد ناصر بوريطة، الرؤية الملكية في مجال التعاون الإفريقي. شدد بوريطة على أن منصة مراكش تتماشى تمامًا مع الرؤية المتبصرة لصاحب الجلالة الملك محمد السادس، التي تقوم على مبادئ الانتماء الإفريقي وقدرة إفريقيا على إيجاد حلول للتحديات التي تواجهها واتخاذ المبادرات اللازمة في هذا الاتجاه.

## التطور الإيجابي ل"منصة مراكش"
أصبحت "منصة مراكش" تشهد تطورا مستمرا وإيجابي، سواء من حيث الجوهر أو المشاركة. حيث شهدت الدورة الثالثة للمنصة، التي انعقدت بفاس، مشاركة حوالي 60 وفدًا يمثلون الدول الأعضاء في الأمم المتحدة، بما في ذلك الدول الإفريقية وشركاء القارة والمنظمات الإقليمية والدولية. هذا التطور يعكس الثقة المتزايدة في هذه المنصة كأداة فعالة لتعزيز التعاون الإقليمي في مجال مكافحة الإرهاب.